# CM Draconis

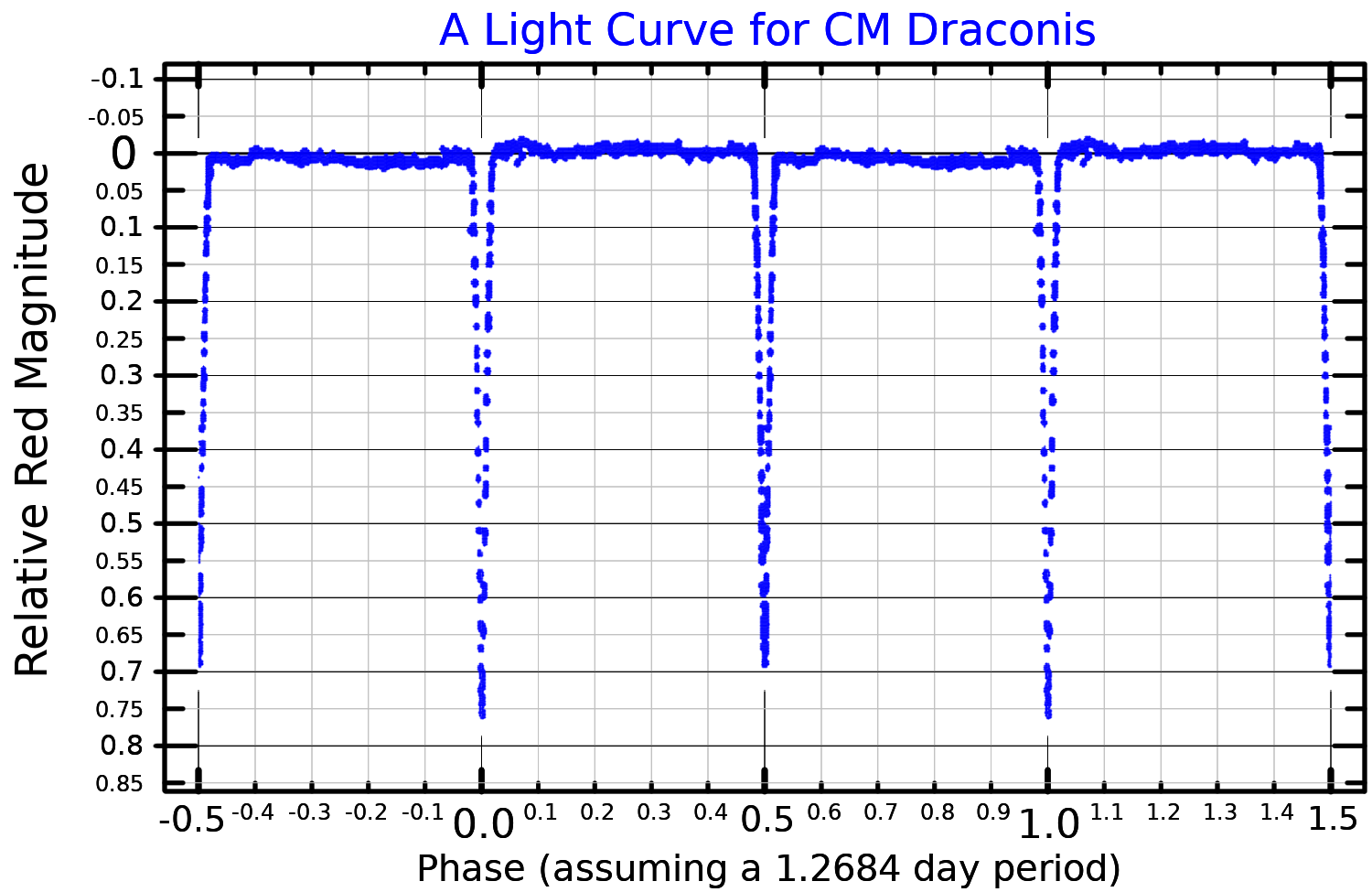
Lichtkromme van CM Dra

CM Draconis is een drievoudige ster in het sterrenbeeld Draco, met magnitude van +12,90 en met een spectraalklasse van M4.5V, M4.5V en DB. De ster bevindt zich op 48,47 lichtjaar van de zon.
De twee rode dwergen vormen samen het paar CM Draconis A (een bedekkingsveranderlijke met een periode van 1,2684 dagen), met in een wijde baan daaromheen de witte dwerg CM Draconis B. De afstand tussen beide rode dwergen is 0,017 AE. 